# VdB 29
vdB 29 è una piccola nebulosa a riflessione, visibile nella costellazione del Toro.
Si trova sul confine con l'Auriga ed è illuminata da una stella bianco-azzurra di sequenza principale di magnitudine 7,4, catalogata come HD 30378, che le conferisce un colore bluastro; la nube si estende in particolare in direzione ovest rispetto alla sua stella centrale, fino a sfumare in una piccola regione oscura. La sua distanza di circa 640 anni luce la colloca in prossimità della regione di nebulose oscure del Toro, area in cui hanno luogo fenomeni di formazione stellare ben conosciuti e studiati.